# PlayStation All-Stars Battle Royale
PlayStation All-Stars Battle Royale conocido primeramente como Title Fight es el cruce entre videojuegos creado por petición de los seguidores de Sony (similar a Nintendo y su popular Super Smash Bros), fue  desarrollado por SuperBot Entertainment en conjunto con Santa Monica Studio y publicado por Sony Computer Entertainment, y está disponible para las consolas PlayStation 3 y PlayStation Vita desde el 20 de noviembre de 2012 en América del Norte, 21 de noviembre de 2012 en Europa, 22 de noviembre de 2012 en Australia, 23 de noviembre de 2012 en el Reino Unido y el 31 de enero de 2013 en Japón. PlayStation All-Stars fue anunciado en abril de 2012 en un episodio de GTTV. Omar Kendall, exdiseñador de la serie de UFC, la franquicia de Backyard Wrestling, y X-Men: Next Dimension, asumió el papel de director de PlayStation All-Stars después de unirse a SuperBot Entertainment, el desarrollo del juego comenzó en 2009 con un creativo equipo que incluía a miembros de varios equipos de Sony. Después de tres años de desarrollo y el retraso desde su lanzamiento inicial, el juego fue programado para noviembre de 2012. El videojuego muestra a los personajes más emblemáticos de la historia de Playstation que lucharan por primera vez en un mismo juego, como dijo Omar Kendall es “una celebración de los personajes de PlayStation”.

## Gameplay
El modo de juego es un sistema de batalla muy similar a Smash Bros en el que hasta 4 jugadores podrán enfrentarse entre sí utilizando los personajes de distintas franquicias de Sony por ejemplo: God of War, PaRappa the Rapper o Sly Cooper, así como de franquicias Third-party, como lo son BioShock y Tekken. Durante el juego los competidores tendrán que luchar contra los demás jugadores para así poder recibir orbes que se acumulan en un medidor de potencia en la parte inferior de la pantalla (Estos orbes también se podrán encontrar en el transcurso del juego). Ganar suficientes orbes (o llenar la barra de poder), permitirá a los jugadores a utilizar uno de los tres niveles de movimientos especiales en el que se pueden utilizar para derrotar a los oponentes y ganar puntos. También existen armas de las distintas franquicias que ayudan a quitar energía de forma distinta en la batalla. Esta entrega contará con varios juegos de las plataformas cruzadas entre la PlayStation 3 y PlayStation Vita.

## Personajes
| Personajes           | Serie                                 |
| -------------------- | ------------------------------------- |
| Kratos               | God of War                            |
| PaRappa              | PaRappa the Rapper                    |
| Princesa Gorda       | Fat Princess                          |
| Sweet Tooth ✝        | Twisted Metal                         |
| El Coronel Radec ✝   | Killzone 2                            |
| Sly Cooper           | Sly Cooper: Ladrones en el Tiempo     |
| Nathan Drake         | Uncharted 2: Traje Uncharted 3: Lugar |
| Cole MacGrath ✝      | InFamous 2                            |
| Evil Cole MacGrath   | InFamous 2                            |
| Ratchet y Clank      | Ratchet & Clank                       |
| Jak y Daxter         | Jak and Daxter                        |
| Big Daddy ✝          | BioShock                              |
| Dante                | Devil May Cry                         |
| Heihachi Mishima     | Tekken                                |
| Nariko ✝             | Heavenly Sword                        |
| Raiden               | Metal Gear                            |
| Sackboy              | LittleBigPlanet                       |
| Sir Daniel Fortesque | MediEvil                              |
| Spike                | Ape Escape                            |
| Toro Inoue           | Together Everywhere!                  |
| Kat*                 | Gravity Rush                          |
| Zeus* ✝              | God of War                            |
| Emmett Graves*       | Starhawk                              |
| Isaac Clarke*        | Dead Space                            |
| Abe**                | Oddworld                              |
| Dart Feld**          | The Legend of Dragoon                 |

*: Indica los personajes que estarán disponibles como DLC.
**: Indica los personajes que iban a aparecer en el juego o que estaban planeados pero acabaron siendo cancelados.
Los personajes en negrita son invitados de otras franquicias de videojuegos fuera de Playstation.

## Escenarios
| Escenarios          | Franquicia         | Invadido por                        | Franquicia          |
| ------------------- | ------------------ | ----------------------------------- | ------------------- |
| Hades               | God of War         | Tribu Patapon                       | Patapon             |
| Metrópolis          | Ratchet & Clank    | Hidra de Lerna                      | God of War          |
| Aldea de Sandover   | Jak and Daxter     | Golfistas                           | Hot Shots Golf      |
| Paisaje onírico     | LittleBigPlanet    | Anfitrión                           | Buzz!               |
| Dojo                | PaRappa the Rapper | MAWLR                               | Killzone            |
| Polizontes          | Uncharted          | Songbird, Handyman y Vox Populi     | Bioshock Infinite   |
| Torre de Alden      | InFamous           | Carmelita Fox                       | Sly Cooper          |
| Estación del tiempo | Ape Escape         | Quimera Satán                       | Resistance 3        |
| San Francisco       | Resistance 3       | Dr. Nefarius                        | Ratchet & Clank     |
| Franzea             | LocoRoco 2         | RAY                                 | Metal Gear          |
| París               | Sly Cooper         | Negativitron                        | LittleBigPlanet 2   |
| Black Rock Stadium  | Twisted Metal      | Baron Praxis y la Guardia Eskarlata | Jak and Daxter      |
| Invasión            | Killzone           | Specter (Piloteando un Goliath)     | Ape Escape          |
| Columbia            | Bioshock Infinite  | Dollface (como Iron Maiden)         | Twisted Metal       |
| Sin miedo*          | Heavenly Sword     | Corredores                          | Wipeout             |
| El cementerio*      | MediEvil           | El Rey                              | The Unfinished Swan |
| Hekseville**        | Gravity Rush       | Viajero                             | Journey             |

*: Indica los escenarios que estarán disponibles como DLC
**: Indica nivel que iba a aparecer pero que terminó siendo cancelado.

## Objetos
| Items                | Origen           | Origen |
| -------------------- | ---------------- | ------ |
| Abejas Asesinas      | Ape Escape       |        |
| Bandada de Cuervos   | Bioshock         |        |
| Bomba de Fusión      | Ratchet & Clank  |        |
| Botas de Hermes      | God of War       |        |
| Cabeza de Medusa     | God of War       |        |
| Cañón de Riel        | Starhawk         |        |
| Escudo Gravitacional | Wipeout          |        |
| Esturión             | Uncharted        |        |
| Garras Cortantes     | Ratchet & Clank  |        |
| Gran Guadaña         | Patapon          |        |
| Granada Erizo        | Resistance       |        |
| Hacha de Baumusu     | The Mark of Kri  |        |
| Lanza del Destino    | God of War       |        |
| Láser Dohvat         | Killzone         |        |
| Misil Congelante     | Twisted Metal    |        |
| Nanocaja             | Ratchet & Clank  |        |
| Rayo Leech           | Wipeout          |        |
| Rift sónico          | ModNation Racers |        |
| RPG-7                | Uncharted        |        |
| Sackbot              | LittleBigPlanet  |        |

## Etapas y elementos
Junto con la gran cantidad de diferentes personajes jugables, All Stars también viene con una gran de artículos y los niveles de la influencia de diversas franquicias de PlayStation. Cada uno basado en una combinación de dos juegos. Metropolis está basada en Ratchet & Clank siendo atacada por Hydra de God Of War, Aldea Sandover de Jak & Daxter con los golfistas de Hot Shots Golf, Dreamscape de LittleBigPlanet con el presentador de Buzz!, Hades de God of War III y los Patapon, y el Dojo de PaRappa the Rapper invadido por un MAWLR de Killzone 3.

## Desarrollo
Originalmente iba a ser desarrollado por Naughty Dog, pero como se encontraban en medio del desarrollo de The Last of Us el trabajo le fue a encargado a SuperBot que fue formada en 2009, específicamente para trabajar en juegos exclusivos de PlayStation 3. En noviembre de 2011, salieron imágenes del juego, mostrando a Sweet Tooth de Twisted Metal y a Kratos de God of War.
SuperBot Entertainment fue vinculada como desarrolladora del juego, quien confirmó estar trabajando en "Un juego de PlayStation 3 muy sorprendente" para Sony Computer Entertainment America. De acuerdo con un anuncio de trabajo, SuperBot fue antes una empresa diseñadora de videojuegos de pelea, ya que dijeron: "Tenemos una gran familiaridad con los juegos de lucha, y la lucha contra la teoría del juego".
En abril de 2012, se reveló que el juego se llamaría PlayStation All-Stars Battle Royale. Una encuesta de Sony pidió a los jugadores que pensaban sobre el nombre del juego y el juego en sí, fue descubierta y publicada por "Estilo de Vida de PlayStation" (PlayStation Life Style - en inglés). El sitio afirma que la exclusiva sería anunciada en la E3 2012 que se llevaría a cabo en junio. Esto fue seguido por Sony, que registró el dominio de PlayStation All-Stars Battle Royale (Página), junto con otro dominio pero más corto llamado PlayStation All-Stars. Una versión de PlayStation Vita fue anunciada en la Electronic Entertainment Expo 2012, y que los jugadores de PlayStation 3 podrán jugar con los de PlayStation Vita en línea.
En mayo de 2012, Sony para promocionar PlayStation All-Stars Battle Royale habría descuentos en juegos como God of War: Origins Collection, Killzone 3, The Sly Collection, y más. La venta se inició el 2 de mayo y duró una semana.
En julio de 2012, se anunció que el exempleado de Capcom, Seth Killian había asumido un papel en SCE Santa Monica Studio, donde iba a ayudar a crear PlayStation All-Stars.
"Me encanta incorporarme a Sony Santa Monica en particular porque tengo la oportunidad de trabajar con excelentes profesionales, pero también por los increíbles proyectos en los que trabajan", comento Seth Killian.
El 14 de agosto de 2012 en la feria electrónica europea de Gamescom Sony anunció que como parte de su nuevo programa Sony Cross Buy, aquellos que compren PlayStation All-Stars Battle Royale para PS3 recibirán la versión de PS Vita sin costo adicional, esta estrategia también vendrá en otros juegos como Sly Cooper: Thieves in Time y Ratchet & Clank: Full Frontal Assault.

## Comercialización
El 24 de julio de 2012, salió la versión Beta (para el PS3) lanzada para los suscriptores de PlayStation Plus en Hong Kong y Singapur. La versión beta presenta los 6 personajes originales anunciados, reproducibles en partidas multijugador. El 27 de julio, los miembros seleccionados de Norteamérica de PlayStation Network recibieron los códigos para descargar la versión beta. la versión Beta para todo público estará disponible en Europa y América del Norte en el otoño, con prioridad de acceso a los suscriptores de PlayStation Plus.

## Recepción
El juego ha recibido críticas mayormente positivas. Los críticos alabaron el multijugador del juego, pero criticaron su falta de contenido, las imágenes fijas en el modo campaña y que sólo contenía unas cuantas cinématicas. El uso de súper movimientos como la única manera de derrotar a un contrincante tenía una recepción mixta, mientras que algunos críticos pensaron que carecía de profundidad, otros creían que llenar el medidor para conseguir un knock out ha añadido una estrategia para tener una experiencia de lucha de otra manera decente. El juego tiene actualmente una puntuación promedio de 76 en Metacritic, indicando críticas generalmente favorables.
El programa de videojuegos Good Game le dio al juego un seis sobre diez por parte de los dos presentadores. Mientras que las mecánicas de combate fueron alabadas, las críticas cayeron sobre los Super Moves, diciendo que "En la mayoría de juegos de lucha, cada ataque rebaja la barra de vida del oponente, o en el caso de Super Smash bros, añade daño a su contador y un mayor daño hace que sea más fácil de eliminar, pero en este juego, lo único que tienes es el super medidor. Cada ataque lo llena, pero si fallas el movimiento final, todos los ataques que has hecho durante los últimos minutos se queda en nada. Esencialmente, todo el progreso se ha borrado." ("In most fighting games each attack you do is chipping away your opponent's health bar. Or in Smash Bros it's adding to their damage counter, and the higher their damage the further your attacks knocked them, but in this game all you have is the super meter! Each attack adds fuel to it. But if you miss with your super, all the attacking you did for the last few minutes amounts to nothing. Essentially all your progress is erased".) La selección de personajes también tuvo críticas, puesto que los presentadores opinaron que muchos habían sido introducidos por razones de marketing antes que ser apropiados para un juego de lucha.
IGN le da una puntuación de 8 sobre 10, declarando que "It combines characters, environments and ideas into a tight package that’s worthy of consideration for anyone who owns a PlayStation 3 and PlayStation Vita and considers themselves a brand loyalist or simply a longtime fan... I know it’ll be hard for some skeptics to believe, but PlayStation All-Stars is its own game, and it even happens to do some things better than what inspired it." GameSpot le da un 6.5 sobre 10, comentando que "There are better, more fluid games out there for the serious fighter, and there are more accessible ones for those interested in a bit of silliness. In attempting to mix the two, PlayStation All-Stars Battle Royale merely ends up being competent at both and the master of neither."
El 21 de diciembre de 2012, fue nominado al premio de IGN Mejor Juego de Lucha, ganando únicamente el Premio del Público.
También recibió el premio a Juego de Lucha del Año en la edición de 2013 de D.I.C.E. Summit Interactive Achievement Awards.